# McCarty-Gletscher (Thurston-Insel)
Der McCarty-Gletscher ist ein breiter Gletscher im Norden der Thurston-Insel vor der Eights-Küste des westantarktischen Ellsworthlands. Er fließt dort zum Kopfende des Potaka Inlet.
Das Advisory Committee on Antarctic Names benannte ihn im Jahr 2003 nach Owen McCarty, der als einer von sechs Überlebenden der neunköpfigen Besatzung einer am 30. Dezember 1946 im Rahmen der Operation Highjump (1946–1947) auf der Noville-Halbinsel abgestürzten Martin PBM Mariner am 12. Januar 1947 gerettet wurde.